# متیو ابدو
متیو ابدو (به انگلیسی: Matthew Abood) (زادهٔ ۲۸ ژوئن ۱۹۸۶) شناگر اهل استرالیا است.